# Создание Эстонской Республики

Флаг независимой Эстонии

Создание Эстонской Республики — процесс образования независимой Эстонской Республики в ходе распада Российской империи.

## Историография
В советской историографии процесс создания независимой Эстонии рассматривался очень скупо. Большинство авторов акцентировали внимание на сотрудничестве эстонской элиты с немецкими оккупантами. Создание государства связывалось в основном с передачей власти немцами в ноябре 1918 года. Широко использовались идеологические клише: Освободительная и эстонско-советская войны назывались «классовой борьбой», а меры, направленные против опасности возникновения фашизма в Эстонии, назывались «фашистский переворот». Более пристальное внимание уделялось деятельности советов рабочих и солдатских депутатов, Эстляндской трудовой коммуны и т. п. просоветских структур.  Независимость Эстонии официально рассматривалась как результат революции в России.
В конце 1980-х и 1990-е годы как в самой Эстонии, так и за рубежом, вышел ряд работ, посвящённых тематике достижения независимости с более пристальным вниманием к национальному аспекту.

## Эстонское национальное движение
Аграрные реформы и развитие системы образования при императоре Александре II способствовали зарождению эстонского национального движения. Ярким представителем такого движения стал Якоб Хурт (1839—1906) — основатель национальной идеологии, считавший, что миссия движения должна быть культурной, а не политической. Более радикальное направление возглавлялось Карлом Робертом Якобсоном (1841—1882), педагогом, писателем, журналистом, основателем первой политической эстонской газеты «Са́кала» (эст. Sakala). Сформулированная им политическая программа требовала равных прав для немцев и эстонцев. Он отмечался российским правительством, как главный противник балтийских немцев в Эстляндской губернии. Йоханн Вольдемар Яннсен в 1857 году впервые использовал в качестве названия словосочетание эстонский народ (эст. eesti rahvas), вместо прежнего — народ земли (эст. maarahvas).
Общество эстонских писателей (1872—1893), основанное в Дерпте, и объединявшее эстонских интеллектуалов, организовало сбор фольклора и этнографических материалов и их публикацию на эстонском языке. С 1870 года был образован первый эстонский театр — «Ванемуйне». В 1869 году был организован первый Певческий праздник — фестиваль песни, собравший более тысячи певцов и музыкантов, и аудиторию свыше 12 тыс. человек. Этот фестиваль, проходящий каждые 4 года, и сегодня является одной из самых известных традиций Эстонии.
В конце XIX века, из-за усиления Германии, царское правительство начало проводить политику снижения немецкого влияния, названную политикой русификации. В 1882—1883 годах российский сенатор Н. А. Манасеин организует ревизию в прибалтийских губерниях. Ревизия показала, что остзейские немцы до сих пор господствуют в административных органах, экономической и политической сферах. Были проведены реформы, после которых практически вся административная власть была сосредоточена в руках русских. В 1888 году преобразована местная полиция (по общеимперскому образцу), в 1889 году в Прибалтике вводится общерусская судебная система. На рубеже 80-х и 90-х годов был принят ряд мер по вытеснению немецкого влияния из образовательной сферы, в частности, был русифицирован Дерптский университет (в 1893 году переименован в Юрьевский университет). Но реформы так и не были завершены — большинство чиновников не было знакомо с местными условиями и не знало эстонского языка. Таким образом, влияние остзейских немцев осталось неизменным вплоть до 1917 года.
В 1897 году население Эстляндской губернии и северных уездов Лифляндской губернии (с преобладающим эстонским населением) составило 958 тыс. человек: 90 % — эстонцы, около 4 % — русские и 3,5 % — остзейские немцы. Около 65 % населения были заняты в сельском хозяйстве, 14 % работали в индустриальном секторе и строительстве, около 14 % были заняты на транспорте и в сфере обслуживания. Процент эстонцев в Ревеле вырос с 51,8 в 1867 году до 88,7 в 1897 году. Балтийские немцы и русские оставались интеллектуальной, экономической и политической элитой общества, крестьяне и рабочие были преимущественно эстонцами.
В сражениях Первой мировой войны участвовало около ста тысяч эстонцев, в том числе около 3000 офицеров и 8—9 генералов. Шесть орденов, включая Георгиевский крест 4-й степени за личную храбрость, получил будущий герой Освободительной войны Юлиус Куперьянов.
Под влиянием революционного движения в Российской империи в 1905 году в Эстляндской губернии прокатилась волна массовых забастовок и крестьянских волнений. Эстонская национальная буржуазия выступила с требованием проведения либеральных реформ. Правительство империи ответило жёсткими репрессиями, 328 эстонцев были расстреляны или повешены, лидеры бежали за границу. Организованные выступления рабочих возобновились в 1912 и особенно с 1916.

## Февральская революция 1917 года в Эстонии

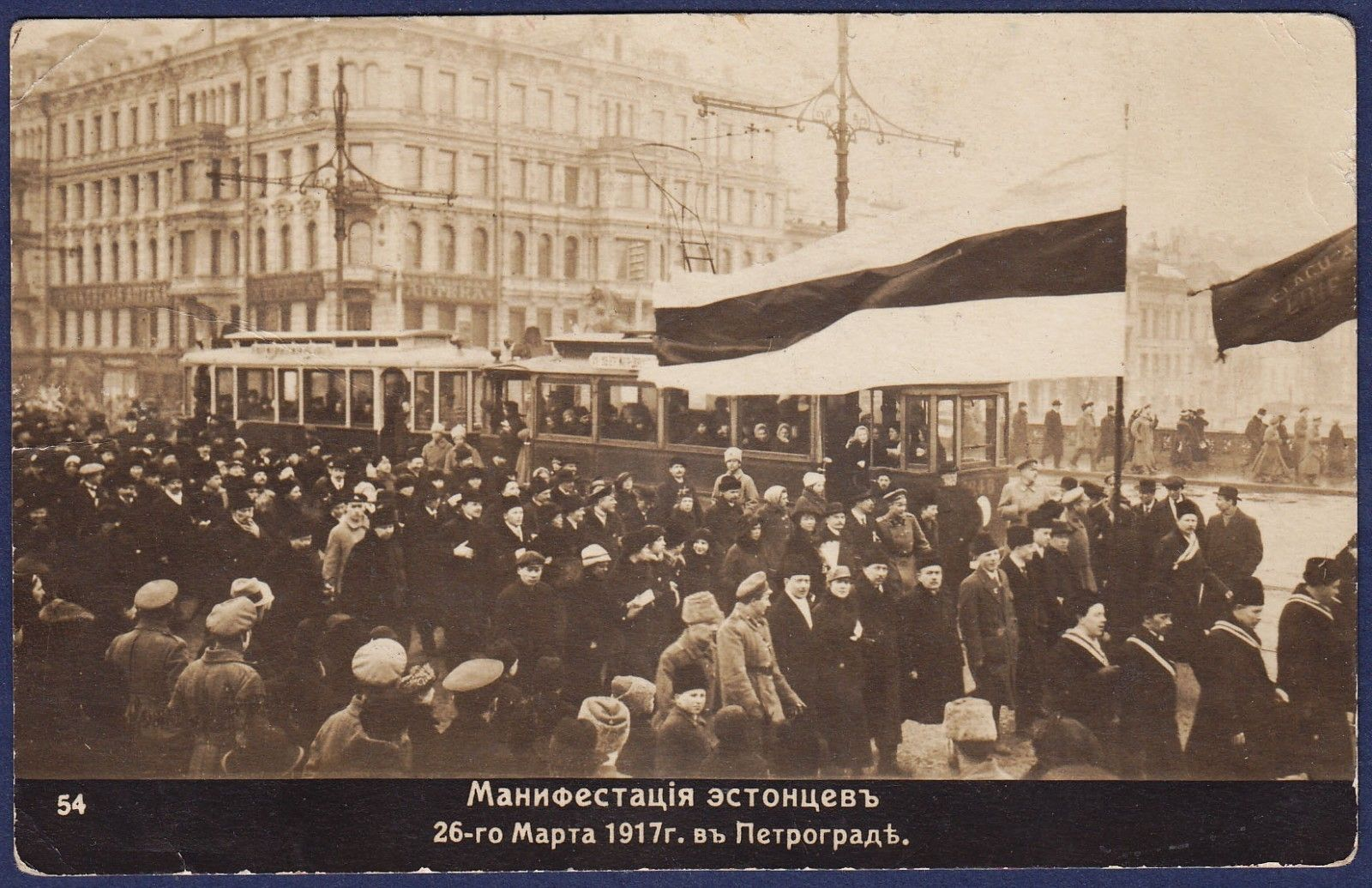
Демонстрация эстонцев в Петрограде в марте 1917 года. Почтовая открытка

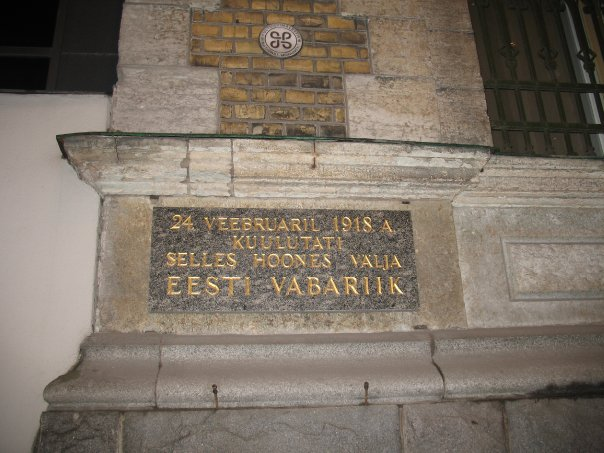
Мемориальная доска на здании в Таллине, где была провозглашена независимость Эстонской республики

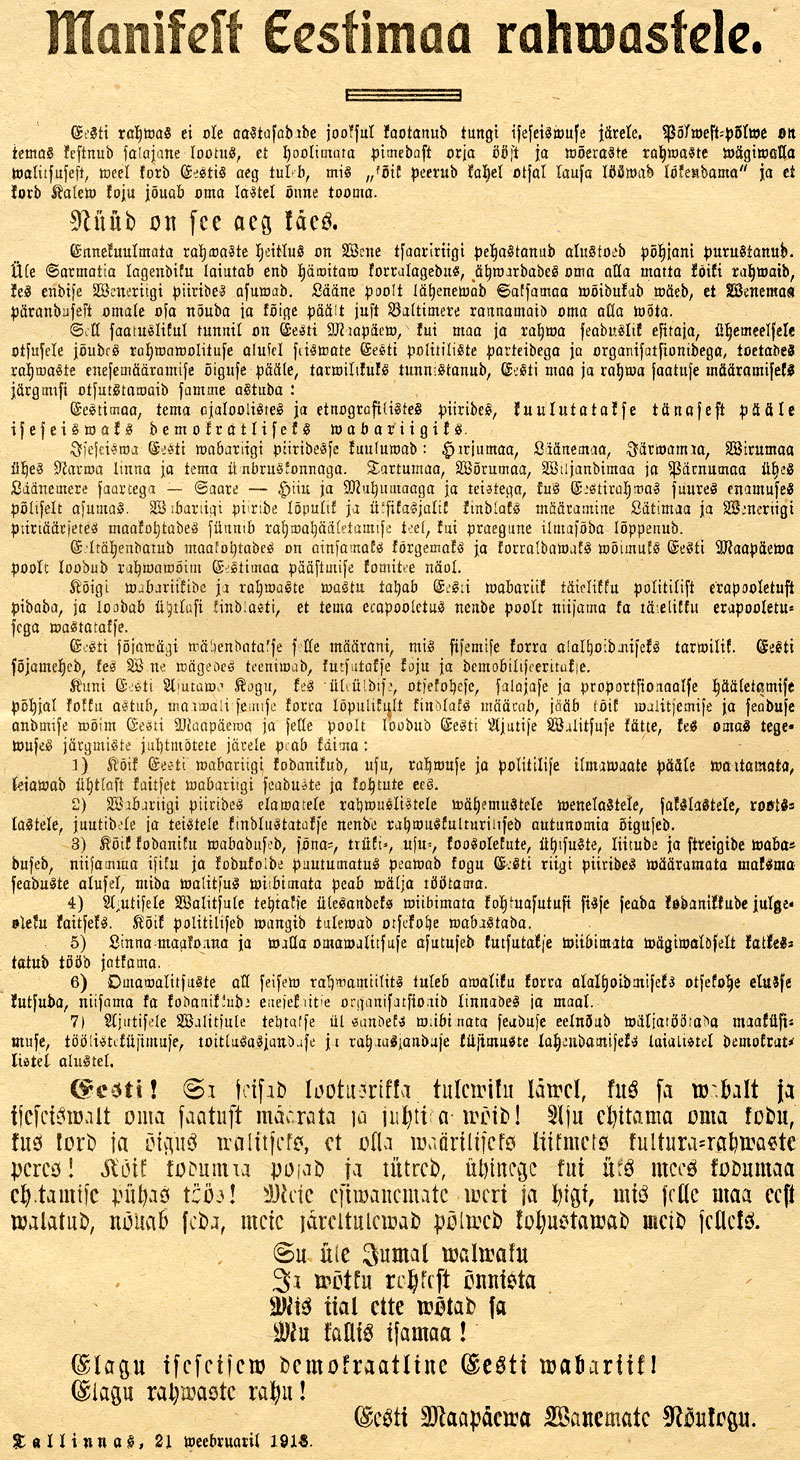
Манифест народам Эстонии (пярнуская редакция)

В ходе Февральской революции ко 2 (15) марта 1917 года органы государственной власти Российской империи в Ревеле прекратили своё существование, 3 (16) марта был избран Ревельский Совет рабочих и солдатских депутатов. В течение марта Советы возникли и в других городах и населённых пунктах Эстляндской губернии. Одновременно назначались комиссары Российского Временного правительства — комиссаром Эстляндской губернии был назначен бывший ревельский городской голова Яан Поска.
9 (22) марта в Ревеле был организован Таллинский эстонский союз, который потребовал от Временного правительства присоединения к Эстляндской губернии северных уездов Лифляндии и введения автономии. 26 марта (8 апреля) в Петрограде состоялась 40-тысячная демонстрация в поддержку автономии.
30 марта (12 апреля) 1917 года российское Временное правительство издало постановление «О временном устройстве административного управления и местного самоуправления Эстляндской губернии», в соответствии с которым в состав Эстляндской губернии были включены северные уезды Лифляндской губернии с эстонским населением (Юрьевский, Перновский, Феллинский, Верроский и Эзельский уезды, а также населённые эстонцами волости Валкского уезда; точная новая граница между Эстляндской и Лифляндской губерниями так и не была установлена) и создавался совещательный орган при губернском комиссаре — Временный Земский Совет Эстляндской губернии (эст. Maapäev), который стал первым всеэстонским собранием народных представителей. Задачей Земского совета было решение местных вопросов, введение налогов и норм, а также разработка законопроектов.
В сельской местности выборщики избирались по 1 человеку на 100 избирателей, а члены Земского совета собрания избирались коллегиями выборщиков отдельных земель. Города получили представительство исходя из 1 человека на 20000 жителей, а маленькие города — 1 член совета независимо от численности населения. Из-за конфликтов с Северо-балтийским (Эстляндским) комитетом большевиков и исполкомом Таллинского совета по срокам проведения выборов, а также по объективным причинам выборы пришлось перенести на 11 (24) июня. Но и в этот день в них приняли участие всего 29 % избирателей. Земский совет собрался в Таллине 1 (14) июля 1917 года и объявил, что видит себя переходным руководством на пути демократического преобразования России.
В условиях резкой либерализации политического строя в России в 1917 году, а также в связи с появлением местных органов представительной власти, в Эстляндии возникло множество политических организаций — партий, союзов, объединений и др. Наиболее значимыми среди них были следующие.
1. Эстонская демократическая партия[эст.]. Лидер — Яан Тыниссон. Создана 30 апреля (13 мая). «Наследник» партии прогрессистов, возникшей в 1905 году.
2. Эстонский сельский союз[эст.]. Лидеры — Яан Хюнерсон, Август Юрманн[эст.], Юлиус Грюнберг[эст.].
3. Эстонский союз крестьянства[эст.]. Лидеры — Тынис Юрине, Адо Бирк.
4. Эстонская радикально-социалистическая партия, позже переименованная в Эстонскую партию труда. Лидеры — Юри Вильмс, Эдуард Лааман; учредительное собрание состоялось 23 апреля (6 мая) в Ревеле.
5. Эстонская социал-демократическая рабочая партия. Меньшевики. Лидеры — Михкель Мартна[эст.], Август Рей, Александр Хеллат.
6. Эстонская партия социалистов-революционеров[эст.]. Лидеры — Ханс Круус, Густав Суйтс, Яан Кярнер.

Самостоятельной большевистской организации в Эстляндской губернии не возникло, эстонские большевики (лидеры — Яан Анвельт, Виктор Кингисепп, Ханс Пегельман) оставались в составе РСДРП(б). В качестве местной партийной организации в апреле 1917 года был образован Северо-Балтийский комитет партии, который в августе 1917 года был переименован в Эстляндский комитет. Тогда же было образовано Эстляндское бюро РСДРП(б), взявшее на себя подготовку и проведение социалистической революции в крае.
На состоявшемся 3—4 (16—17) июля в Ревеле I Эстонском Национальном конгрессе было выдвинуто требование о превращении Эстляндии в автономный округ Российской демократической федеративной республики. Однако ведущие политические силы России не поддержали идею федерализации страны, а Временное правительство отложило решение национального вопроса до созыва Учредительного собрания.
С апреля 1917 года в русской армии стали создаваться эстонские национальные войсковые части. С декабря 1917 года они были сведены в пехотную дивизию, а её начальником был избран подполковник Йохан Лайдонер, служивший до этого начальником штаба русской 62-й пехотной дивизии. К февралю 1918 года в составе эстонских частей насчитывалось почти 2000 офицеров и до 35 тысяч нижних чинов. Параллельно свою агитацию в городах и расквартированных в Эстонии частях русской армии вели большевики. Они стали создавать Советы рабочих и солдатских депутатов.
31 мая (13 июня) в Ревеле состоялся I Эстонский церковный съезд, на котором было принято решение образовать самостоятельную Эстонскую евангелическо-лютеранскую церковь.
Ревельский Совет рабочих и солдатских депутатов организовал и провёл 23—27 июля (5—9 августа) 1917 года в Ревеле I съезд Советов Эстляндской губернии, на котором был избран Исполнительный комитет Советов рабочих и солдатских депутатов Эстляндской губернии (Всеэстляндский исполком Советов).
Во время Моонзундской операции 6 (19) сентября — 23 сентября (6 октября) 1917 года германский флот прорвался в Рижский залив и оккупировал острова Моонзундского архипелага.
В это же время возник вопрос о пересмотре административных границ. Если ранее термином «Эстляндия» обозначали Эстляндскую губернию (Северная Эстония), то после революции в это понятие начали включать также населенные эстонцами уезды Лифляндской губернии (Южная Эстония), город Нарву в Санкт-Петербургской губернии, а затем и территорию проживания народа сету в Псковской губернии. Так было сформировано представление об Эстонии как территории, где проживают этнические эстонцы.

## Период Советской власти (октябрь 1917 — март 1918 года)
12—14 (25—27) октября 1917 года в Ревеле состоялся II съезд Советов Эстляндской губернии, который потребовал перехода всей власти в губернии к Советам рабочих и солдатских депутатов. 22 октября (4 ноября) на совместном заседании Исполкома Советов Эстляндской губернии и Исполкома Ревельского Совета рабочих и солдатских депутатов был образован Военно-революционный комитет Эстляндской губернии (председатель — И. В. Рабчинский, заместитель председателя — В. Э. Кингисепп), который вечером 23 октября (5 ноября) 1917 года взял под контроль все стратегические пункты Ревеля. В течение 23—25 октября (5—7 ноября) 1917 года власть в Эстляндской губернии, за исключением оккупированного германскими войсками Моонзундского архипелага, перешла к Советам рабочих и солдатских депутатов, а 27 октября (9 ноября) комиссар Российского Временного правительства Яан Поска официально передал все дела по управлению Эстляндской губернией уполномоченному ВРК В. Э. Кингисеппу. Верховным органом власти был объявлен Исполнительный комитет Советов рабочих и солдатских депутатов Эстляндской губернии. В то же время Земский совет продолжал функционировать, а формирование эстонских воинских частей продолжалось.
Как и в остальных частях России, в Эстляндии советские власти провели национализацию земли и банков, на крупных предприятиях был введён рабочий контроль. 45-миллионная задолженность эстонского крестьянства за землю была аннулирована. В то же время конфискованные у остзейских баронов земельные владения не были распределены между крестьянами, на них стали создаваться крупные социалистические хозяйства. Таким образом, земельный вопрос, острота которого в Прибалтике была высока, так и не был разрешён большевиками.
15 (28) ноября 1917 года Временный Земский совет Эстляндской губернии объявил о созыве в ближайшем будущем Эстонского Учредительного собрания «для определения будущего государственного устройства Эстонии», а до созыва Собрания провозгласил себя верховной властью в стране. При этом Земский совет постановил: «Всякие указы, приказы и декреты, от кого бы то они ни исходили, имеют действительную силу в Эстляндии до созыва Учредительного собрания Эстонии лишь в том случае, если они провозглашены Земским советом Эстляндии, в противном случае исполнять их не следует.» — Резолюция Земского совета Эстляндии о верховной власти (из протокола собрания совета) 15 ноября 1917 г..
19 ноября (2 декабря) Исполком Эстляндского Совета рабочих, воинских, безземельных и малоземельных депутатов принял решение о роспуске Земского совета, однако одновременно поддержал идею созыва Учредительного собрания и назначил выборы на 21—22 января (3—4 февраля) 1918 года. Несмотря на роспуск, Земский совет продолжил подпольную деятельность посредством своих органов — правления, совета старейшин, земской управы.
В конце 1917 года территория Эстляндии расширилась. Ещё при Временном правительстве 2 июля 1917 года Нарвский общественный комитет инициировал движение за присоединение к Эстляндии. В Нарве был проведён опрос, большинство участников которого высказались за присоединение Нарвы и её окрестностей к Эстляндской губернии. Итоги опроса были доведены до Эстляндского земского губернского управления, однако развития не получили. 14 ноября 1917 года Нарвская городская управа направила в Петроград Советскому правительству прошение о выделении Нарвы из состава Ямбургского уезда и передаче её в Эстляндскую губернию. Постановлением Исполкома Совета Эстляндии от 23 декабря 1917 года (5 января 1918 года) город Нарва был передан из Петроградской губернии в состав Эстляндской губернии и образован Нарвский уезд. В состав нового уезда вошли город Нарва, Вайварская, Сыренецкая волости, волости Ийзаку, Йыхви Везенбергского уезда Эстляндской губернии и ряд селений Ямбургского уезда Петроградской губернии. Это решение было принято на основании итогов проведённого 10 (23) декабря 1917 года плебисцита.
Исполком Советов Эстляндии 19 января (1 февраля) 1918 года опубликовал проект конституции Эстляндской трудовой коммуны, в котором будущая Эстонская советская республика провозглашалась автономной частью Российской Федеративной Советской Республики.
21—22 января (3—4 февраля) 1918 года были проведены выборы в Эстонское Учредительное собрание, в результате которых первое место заняла РСДРП(б), получив 37,1 % голосов. Учредительное Собрание предполагалось открыть 15 февраля 1918 года, но в связи с растущей угрозой германского вторжения советские власти 27 января (9 февраля) отменили это решение. Одновременно были развёрнуты репрессии против местного дворянства и духовенства, в городах губернии было введено военное положение.

## Германская оккупация в 1918 году
Параллельно действиям губернских властей Эстляндии подпольный комитет немецких дворян Эстонии принял резолюцию о независимости Эстляндии и обратился к германскому правительству с просьбой оккупировать Эстонию. 10 Февраля 1918 г. Германия выдвинула ультиматум РСФСР с требованием отказаться от Прибалтики по линии Нарва-Псков-Двинск без права на дальнейшее самоопределение.
18 февраля 1918 года войска 8-й германской армии (командующий — генерал от инфантерии Г. фон Кирхбах) начали продвижение на север с ранее оккупированных ими Курляндской губернии и части Лифляндской губернии.
19 февраля 1918 года вышедший из подполья Земский совет сформировал Комитет спасения Эстонии под председательством Константина Пятса.
20 февраля войска германского Северного армейского корпуса (Nordkorps) с острова Эзель форсировали пролив Моонзунд и высадились на материке в районе Вирта. На следующий день Северный корпус с острова Даго высадил второй десант и занял Гапсаль. Закрепившись на материке, немцы стали продвигаться на северо-восток к Ревелю.
24 февраля Исполком Советов Эстляндии и Ревельский Совет рабочих и солдатских депутатов покинули город Ревель, в котором в этот же день Комитет спасения Эстонии опубликовал «Манифест всем народам Эстонии», объявлявший Эстонию независимой демократической республикой, нейтральной по отношению к российско-германскому конфликту («Манифест народам Эстонии» был также оглашён вечером 23 февраля в Пярну членом Маапяэва Хуго Кууснером). В тот же день Константин Пятс был избран главой Временного правительства Эстонии.
Когда Комитет спасения получает власть в Таллине, улицы города начинают патрулировать и подразделения эстонской самообороны. Одно из них, сформированное из учеников Таллинского реального училища и других школьников, находится под командованием латыша Яниса Муйжниекса. Он получает тяжелое ранение. Следующим утром 35-летний офицер от раны умирает. Муйжниекс (в эстонских источниках, в соответствии со старой латышской орфографией — Johann Muischneek, «Иоганн Муйшнеек») становится первым павшим за независимость Эстонии.
Утром 25 февраля 1918 года в Ревель вошли германские войска, а к 4 марта все эстонские земли были полностью оккупированы немцами и включены в Область Верховного командования всеми германскими вооружёнными силами на Востоке (Ober Ost). Кайзер Вильгельм II телеграфировал рейхсканцлеру: «Сегодня утром немецкие и эстонские войска под командованием фон Секендорфа после непродолжительного сражения захватили Ревель! Слава и благодарение Богу!». Один день независимости между уходом русских и приходом немцев, 24 февраля 1918 г., прошёл не так чёрно-бело, как принято представлять: "В документах 8-й немецкой армии записано: «Приход немцев вызвал огромную радость тысяч жителей. На рынке они прокричали троекратное „Ура“ и запели песню Die Wacht an Rhein».
27 августа 1918 года в Берлине между РСФСР и Германией был заключён добавочный договор к Брестскому миру, по которому РСФСР отказалась с от своих прав на оккупированные Германией области Прибалтики. Германские оккупационные власти не признали независимости Эстонии и установили в крае военно-оккупационный режим, при котором на ключевые административные должности назначались офицеры германской армии либо остзейские немцы. На оккупированной территории 25 февраля было образовано военное губернаторство, во главе которого стоял генерал-лейтенант барон Адольф фон Зекендорф, командующий 68-го армейского корпуса (Generalkommando z.b.V. 68, бывший Nordkorps, преобразован 16.03.1918). Ему подчинялись Oberkommando 68 (в Ревеле) и Oberkommando 60 (в Юрьеве), образованные на базе корпусных управлений.[прояснить] Под управлением первого находилась Эстляндская губерния (в границах 1914 года), второго — Лифляндская. В зону ответственности Oberkommando 60 вошли и оккупированные германскими войсками территории Псковской губернии.
Оккупационные власти отменили постановления Советов о конфискации собственности, в том числе поместий, и вернули их прежним владельцам. Значительное количество имущества было реквизировано и вывезено в Германию. Германские власти преследовали как большевиков, так и эстонских националистов. В период оккупации арестам подверглось около 5 тысяч человек, до 400 было казнено. Среди арестованных оказался и глава Временного правительства Пятс, оказавшийся 4 июня в германской тюрьме. 20 марта приказом генерал-губернатора Зекендорфа были расформированы эстонские национальные воинские части, их вооружение было изъято. Юрьевский университет был закрыт, постановлением СНК РСФСР от 8 июня 1918 года его преподаватели, студенты и квалифицированные служащие были переведены в Воронеж. Вместо него 15 сентября был открыт Landesuniversität Dorpat (Дерптский земский университет), количество студентов в котором было во много раз меньше, чем в русское время, и большинство их составляли немцы.
В апреле 1918 года при поддержке оккупационных властей были созваны Эстляндский и Лифляндский ландесраты (состоявшие в основном из остзейских немцев), а затем (12 апреля) — объединённый Балтийский ландесрат. В состав последнего вошли 58 человек, в том числе 3 от рыцарства, 13 от крупных землевладельцев, 13 от волостей (9 эстонцев и 4 латыша), 20 от городов (13 немцев, 5 латышей и 2 эстонца), 7 от духовенства (4 немца, 2 эстонца и 1 латыш), 1 от Юрьевского университета и 1 от Печорского края. Всего в составе ландесрата было 34 немца, 13 эстонцев и 11 латышей. Ландесрат принял решение о создании на территории Эстляндской и Лифляндской губерний Балтийского герцогства, связанного личной унией и союзного Германской империи, и направил германскому императору просьбу принять герцогство под свою защиту. 22 сентября 1918 года император Вильгельм II подписал государственный акт о признании Балтийского герцогства независимым государством. Официальное провозглашение нового государства намечалось на 17 октября. Главой государства объявлялся герцог Адольф Фридрих Мекленбургский.

## Война за независимость

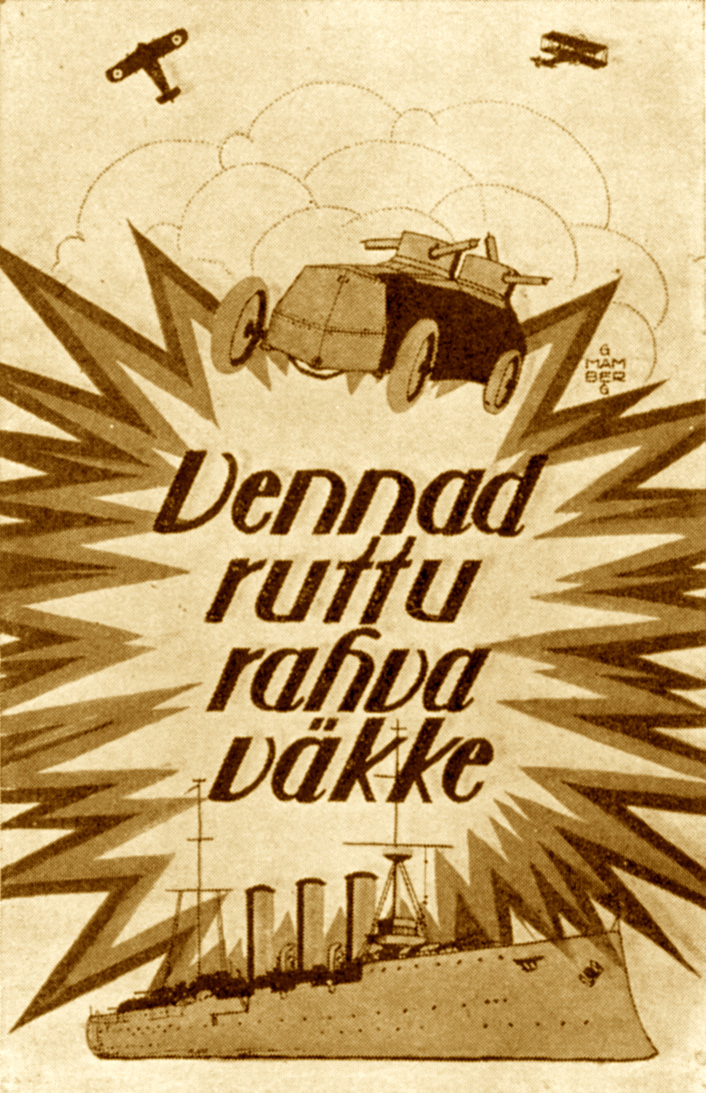
Агитационный плакат эстонской армии: «Братья, скорее в народную армию», 1918 год

Эстонскую войну за независимость в период 1918—1920 эстонские и западные историки называют также «Освободительной войной». В советской историографии она трактовалась как гражданская война эстонских «белых» и «красных». Оба эти варианта не отражают всех сложных перипетий военных событий 1918—1920 годов с участием Эстонии, которые включают в себя как минимум три составляющих:
1. собственно война за независимость Эстонской республики (ноябрь 1918 — весна 1919 года), которая также носила в себе элементы гражданской войны[30] или «советско-эстонская война»[31];
2. участие эстонской армии в Гражданской войне в России на территории Петроградской и Псковской губернии на стороне антисоветских сил (весна 1919 — начало 1920 года);
3. «война с Ландесвером» на территории Латвии (лето 1919 года), в которых вооружённые силы Эстонии противостояли подразделениям Прибалтийского ландесвера (вооружённые силы прогерманского Балтийского герцогства, сформированные в основном из остзейских немцев).

Поражение Германии в Первой мировой войне поставило на повестку дня вопрос об эвакуации германских войск с оккупированных восточных земель. Вследствие этого оккупационная администрация начала сотрудничество с прибалтийскими националистами, надеясь в будущем сохранить германское влияние в Прибалтике. Уже 12 ноября 1918 года совет старейшин Земского совета сформировал с разрешения немцев новый состав Временного правительства под председательством К. Я. Пятса, который 17 ноября был освобождён из немецкого концлагеря и 20 ноября прибыл в Ревель. 19 ноября 1918 года в Риге представители Германии подписали с Временным правительством договор о передаче последнему всей власти в стране. Опасаясь угрозы захвата Красной Армией территории Эстонии руководители борьбы за независимость Эстонии, не имея в своём распоряжении ни достаточных резервов, ни времени для формирования национальных вооружённых сил, приняли помощь, предложенную им командованием германской армии.
В свою очередь, Ревельский Совет рабочих депутатов обратился за поддержкой к правительству Советской России. В Рабоче-крестьянской Красной армии формировались отдельные эстонские части (т. н. красные эстонские полки).
29 ноября 1918 части советской 7-й армии, в том числе и красные эстонские полки, заняли Нарву, где в тот же день была провозглашена Эстляндская трудовая коммуна. Временное правительство было объявлено вне закона, власть была передана Совету Коммуны (председатель Я. Анвельт, члены: В. Кингисепп, Р. Вакман, А. Вальнер, И. Кясперт, К. Мюльберг, И. Мяги, X. Пегельман, О. Рястас, М. Тракман). Правительство РСФСР декретом от 7 декабря 1918 года признало независимость Эстляндской Трудовой коммуны, а 30 декабря предоставило ей 50-миллионный заём.
5—7 декабря советские войска возобновили наступление на таллинском направлении. Однако развивалось оно крайне медленно и лишь к началу января 1919 года 7-я армия вышла на рубеж Кулламаа — Арупере — Нирге — Ныммекюла — восточнее Пайде. Советское наступление развивалось и с юго-востока, со стороны Пскова. Здесь советским войска также сопутствовал успех, они овладели Тарту, Выру, Валга и Мыйзакюла. К январю 1919 Красная Армия заняла две трети территории страны и стояла в 35 километрах от Ревеля. На занятой Красной Армией территории стали действовать декреты Советской власти.
20 декабря 1918 года было выпущено и широко популяризировалось постановление Временного правительства, согласно которому солдаты, участвовавшие в «Освободительной войне» и проявившие при этом «беспримерную доблесть», раненые и семьи убитых военнослужащих подлежали безвозмездному наделению землёй. В итоге к началу января 1919 года Временному правительству удалось создать условия для перелома в войне.
На помощь правительству Пятса пришли иностранные войска, среди которых наиболее значимыми для эстонцев стали помощь английского флота в Финском заливе, а также отряды финских добровольцев. 12 декабря 1918 в Таллин прибыла английская эскадра под командованием контр-адмирала Синклера, а в конце декабря в Эстонии появились первые подразделения финнов. Финляндия также оказала Эстонии значительную финансовую помощь. Кроме того, на территорию Эстонии также отступил Особый Псковский Добровольческий корпус Белой армии, выбитый советскими войсками из Пскова. 6 декабря 1918 года он перешёл в подчинение эстонского командования. Эстонская армия также постепенно усиливалась за счёт призывников и добровольцев и организационно совершенствовалась. 23 декабря была учреждена должность главнокомандующего, им стал полковник Й. Лайдонер.
7 января 1919 года эстонские войска, усилившиеся за счёт русских белогвардейцев и финских добровольцев, и при активной поддержке английской эскадры перешли в наступление на нарвском направлении, а несколько позже — и на псковском. Быстрые и неожиданные действия, стремительные рейды десяти бронепоездов и поддержка английской эскадры привели к вытеснению за пределы Эстонии частей Красной Армии и отрядов Эстляндской трудовой коммуны. Уже 18 января — через 11 дней после начала наступления — эстонцы и финны овладели Нарвой, вступив на территорию Петроградской губернии. На псковском направлении эстонцы 14 января взяли Тарту, 1 февраля — Выру и Валк, 4 февраля — Печоры. Основными причинами поражения советских войск стали:
1. крайняя малочисленность сил 7-й армии, вялость и нерешительность их действий, особенно на начальном этапе войны, когда эстонская армия находилась в начальной стадии формирования, а помощь из-за границы ещё не успела поступить в значительном количестве;
2. широкая поддержка белоэстонцев со стороны иностранных государств, способствовавшая выравниванию соотношения сил на фронте и насыщению эстонской армии современной военной техникой, а также полностью парализовавшая деятельность советского Балтийского флота;
3. ошибки руководства Коммуны в ряде вопросов внутренней политики, прежде всего в аграрном, оттолкнувшие значительную часть населения от коммунистов.

В феврале 1919 года было подавлено Сааремааское восстание.
В феврале—марте 1919 года советские войска вновь предпринимали наступательные действия на тартуском направлении. На начальном этапе Красная Армия достигла определённых успехов, овладев Изборском (19 февраля) и Печорами (11 марта), но к концу марта эстонцы смогли восстановить положение. Признав неудачу, ЦК РКП(б) 13 апреля принял решение обратиться к Эстонии с мирными предложениями. 15 и 25 апреля советские мирные предложения при посредничестве венгерского правительства были переданы Эстонии, но ответа на них не последовало. 30 мая генерал-майор Лайдонер, выступая перед Учредительным собранием, сообщил, что территория страны освобождена и защищена от любых нападок. 5 июня прекратил деятельность Совет Эстляндской трудовой коммуны.
В мае 1919 года противостояние Эстонии с РСФСР перешло в новую фазу. Сформированная на территории Эстонии русская Северо-Западная армия (с 25 декабря 1918 г. на территории Эстонии находился Северный корпус, с 1 июня 1919 г. он стал называться в Эстонии — Отдельный корпус Северной Армии; с 19 июня по 1 июля 1919 года — Северная Армия) совместно с эстонскими войсками провела два наступления на Петроград (см. Петроградская оборона). Эстонская армия приняла участие и в боях на псковском направлении в мае 1919 года, овладев 25 мая Псковом. В самой Эстонии начались преследования коммунистов.
Важным событием 1919 года в истории борьбы за независимость стала победа 3-й дивизии эстонской армии под командованием генерал-майора Э. Я. Пыддера над отрядами Прибалтийского ландесвера, происшедшая под латвийским городом Цесис (эстонское название — Вынну). Это достижение являлось одной из ряда побед в походе эстонской армии на Ригу, происходившего 20 июня — 3 июля 1919 года, в конечном итоге которого из латвийской столицы были вытеснены вооружённые формирования Балтийского герцогства и восстановлено правительство Латвийской Республики во главе с Карлисом Улманисом. С 1934 года «Битва под Вынну» 23 июня 1919 года отмечается как День Победы и является эстонским государственным праздником.

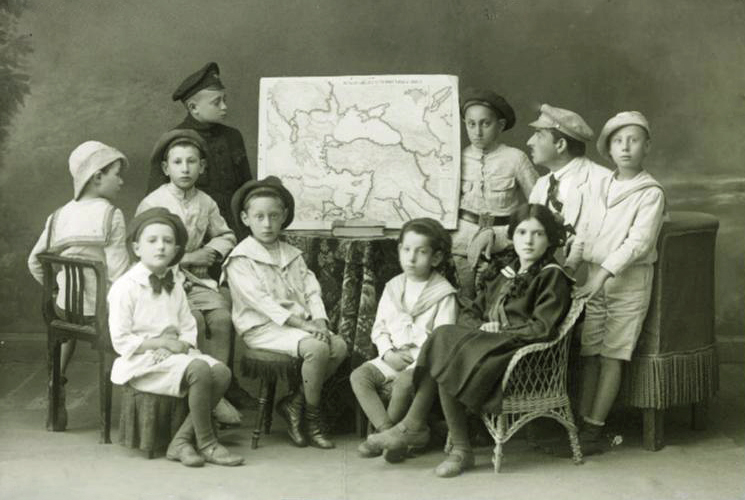
Учебный кружок, организованный для детей из семей, бежавших из Советской России в Эстонскую Республику. Август 1919 года

В конце лета 1919 года Совнарком Советской России обратился к правительству Эстонии с предложением о мирных переговорах. С другой стороны Юденич 7 августа 1919 года передал Лайдонеру письмо о признании независимости Эстонии, надеясь что эстонские войска будут участвовать в наступлении на Петроград. Образованное 11 августа 1919 года русское Северо-Западное правительство в тот же день, в своём первом заявлении, признало «абсолютную независимость Эстонии»:321. Аналогичное давление на Эстонию также оказали западные союзники.

Секретный доклад контрразведки Северо-Западного фронта о положении русских в Эстонии. 1920 год

Однако во время осеннего наступления на Петроград Эстония, по целому ряду причин (прежде всего потому, что правительство адмирала Колчака, которому подчинялся генерал Юденич, не спешило признавать независимость Эстонии, а в частных беседах руководители белого движения в Омске и Париже даже заявляли об обратном:301—339), сняла с фронта свои войска, оголив фланги наступающей Северо-Западной армии. Воспользовавшись этим, десанты матросов Красного Балтфлота высадились у «Красной горки» и ударили во фланг. Катастрофа стала неизбежной, поскольку Эстония закрыла свои границы, армия Юденича оказалась в блокаде, без подвоза, снабжения и пополнения.
После поражения Северо-Западной армии под Петроградом в ноябре 1919 года, Эстония согласилась впускать в страну части белых только на том условии, что они сдадут оружие, всё военное имущество и знаки различия.
В 1919—1920 годах от болезней и голода в лагерях на территории Эстонии погибла бо́льшая часть интернированной Эстонией Северо-Западной белой армии и значительная часть русских беженцев.
Эстонский источник отрицает плохое обращение с интернированными русскими.
Остатки армии смогли покинуть территорию Эстонии только через несколько лет, после выдачи «нансеновских паспортов» для беженцев.

## Тартуский мирный договор
2 февраля 1920 года между Российской Советской Федеративной Социалистической Республикой и Эстонской Республикой был заключён Тартуский мирный договор, которым обе стороны официально признали друг друга (первый международный договор обоих государств). Статья III делимитировала границу между двумя странами, которая была установлена по фактически сложившейся к моменту вступления в силу соглашения о перемирии линии фронта. В результате этого в составе Эстонии оказалась довольно обширная территория с преобладанием русского населения. Это были в основном районы Печорского края, Причудья и территория к востоку от реки Нарва.
Согласно нынешней, официальной позиции Эстонии, Тартуский мирный договор не утратил юридическую силу в 1940 году с прекращением существования Эстонской Республики как независимого государства, поскольку вхождение Эстонии в состав СССР в современной Эстонии официально трактуется как оккупация. Большинство историков и политологов также характеризуют этот процесс как оккупацию и аннексию. Вместе с тем, по мнению российского правоведа С. В. Черниченко, политика СССР того времени, в том числе и вхождение Эстонии в состав СССР, не противоречила действовавшему в 1940 г. международному праву.
РСФСР стала первым государством, юридически признавшим Эстонскую Республику, а Эстония стала первым государством, признавшим РСФСР.

## Учредительное собрание
15 июня 1920 года Учредительное собрание одобрило проект первой конституции Эстонской Республики. После того, как конституция вступила в силу, и были проведены первые парламентские выборы, Учредительное собрание самораспустилось 20 декабря 1920 года. 22 сентября 1921 года Эстония стала членом Лиги наций.